# Lepidochelys
Lepidochelys – rodzaj żółwi skrytoszyjnych z rodziny żółwi morskich (Cheloniidae).

## Zasięg występowania
Rodzaj obejmuje gatunki występujące w wodach (głównie ciepłych) Oceanu Spokojnego, Atlantyckiego i Indyjskiego oraz w Morzu Śródziemnym.

## Systematyka

### Etymologia
- Lepidochelys: gr. λεπις lepis, λεπιδος lepidos „łuska, płytka”, od λεπω lepō „łuszczyć”[7]; χελυς khelus „żółw rzeczny”[8].
- Cephalochelys: gr. κεφαλη  kephalē „głowa”[9]; χελυς khelus „żółw rzeczny”[8]. Gatunek typowy: Cephalochelys oceanica J.E. Gray, 1873 (= Chelonia olivacea Eschscholtz, 1829).
- Colpochelys: gr. κολπος kolpos „zatoka”; χελυς khelus „żółw rzeczny”[4]. Gatunek typowy: Thalassochelys (Colpochelys) kempii Garman, 1880.

### Podział systematyczny
Do rodzaju należą następujące gatunki: 
- Lepidochelys kempii Garman, 1880 – żółw zatokowy[10]
- Lepidochelys olivacea (Eschscholtz, 1829) – żółw oliwkowy[10]